# Kantuccilisz hettita herceg
Kantuccilisz (ékírással 𒐕𒃷𒌅𒍖𒍣𒇷𒅖 mGAN2-tu-(uz-)zi-li, Kántūzzili(š), i. e. 14. század) hettita tisztviselő, költő. Származása bizonytalan, lehetett I. Tudhalijasz és Nikalmati fia, így királyi herceg, vagy I. Murszilisz gyilkosának, Kantuccilisznak fia is, vagy I. Szuppiluliumasz testvére. Az 1999-es IV. hettitológiai kongresszuson A. Dincol egy további verziót is ismertetett, miszerint II. Tudhalijasz testvére, vagyis I. Arnuvandasz fia lehetett. Ezt a feltevését az L283 katalógusszámú pecsétnyomóra alapozta, amely szerint Kantuccilisz a GAL.MEŠEDI címet viselte, amelyet általában az uralkodók testvérei kaptak.
A fenti feltevésen kívül valójában összesen két félmondat utal kilétére. Az első a KUB 17,22-ben: INIM mGAN2-tu-(uz-)zi-li … LÚSANGA. A másik a KUB 30,56-ban: INIM mGAN2-tu-(uz-)zi-li … LÚSANGA DUMU.LUGAL. („[Ezek] Kantuccilisz szavai, a Napisten papjáé, a hercegé”.)
A Kantuccilisz név gyakori az elit körökben. Ez a pap az egyetlen a teljes vallási irodalmi korpuszban, akinek írásai úgy maradtak fenn, hogy nem volt király vagy királyné. Ez a tény kétségkívül tükrözi Kantuccilisz nagy jelentőségét, szerepét az ima, mint irodalmi műfaj felvirágzásában. Talán nem véletlen, hogy nem sokkal később már létrejött az Arnuvandasz és Aszmu-Nikal imája címen ismert dokumentum.
Teszub és Hebat papja Kizzuvatnában, I. Szuppiluliumasz király udvarának tagja, talán az uralkodó rokona, a fenti első származás esetén apai nagyanyjának, Aszmu-Nikalnak testvére volt. Számos vallási szöveg szerzője, többek közt egy vegyesen régies nyelvezetű és hurri nyelvű, Teszubhoz és Hebathoz intézett ima is (CTH#373, Kantuccilisz imája). Kantuccilisz ahhoz a generációhoz tartozott, amelyet Nikalmati és Aszmu-Nikal királynék kapcsán a hettita kultúra hurrizálódása kezdetének tartanak. A szöveg két példányban ismert:
- CTH#373A – KUB 30,11 + 31.130 + 31.135
- CTH#373B – KUB 36,75[6]

A Napistenhez címzett himnuszban az isten megnevezése DUTU (CTH#372 és CTH#374). Ez az általános jellegű név bármelyik Napistent takarhatja, leginkább Isztanu jöhet szóba. Teszub – akinek papja volt – viharisten, őt és hettita eredetijét, Tarhuntaszt inkább a DIŠKUR kifejezéssel írták le. Az ima formája az akkád bűnbánó himnuszra hasonló, és az első ismert előfordulása a hettita irodalomban. A második rész nem ima jellegű. Jelet kér arról, hogy miért gyötri halálfélelem. Szeretné megtudni, mi módon engesztelheti ki az istent, hogy elmúljon a rossz előérzete.
„Az élethez tartozik a halál is; az ember nem éri el az örök életet” Ez a sor a fél évezreddel korábbi, az i. e. 2. évezred elejének akkád irodalmára hasonlít, és a Gilgames-eposszal párhuzamosítható, amelyben Gilgames elveszíti a halhatatlanság reményét. A személyes hangú, életrajzi elemeket sem nélkülöző himnusszal az egyén, a magányos ember figurája lép be a hettita irodalomba. E stílus már Arnuvandasz imájával újabb remekművel gyarapodott, majd II. Murszilisz idejében teljesedik ki.